# Das Leben geht weiter – Der letzte Film des Dritten Reichs
Das Leben geht weiter – Der letzte Film des Dritten Reichs ist eine 1993 erschienene Buchdokumentation des Regisseurs und Filmhistorikers Hans-Christoph Blumenberg über den unvollendeten deutschen Propagandafilm Das Leben geht weiter (1945). Blumenberg rekonstruiert die Entstehungsgeschichte des verschollenen Films anhand von Drehbüchern, Produktionsnotizen und Zeitzeugen-Aussagen. 2002 erschien das gleichnamige Doku-Drama Das Leben geht weiter, welches auf Blumenbergs Buch basiert.

## Inhalt
In dem Buch versucht Blumenberg die Entstehungsgeschichte des Films darzustellen und dabei auch auf Parallelen zwischen dem Inhalt des Films und dem Verlauf der Dreharbeiten einzugehen, wie beispielsweise auf den Zeitdruck gegen Ende und den Verlust des Krieges. Des Weiteren veranschaulicht er, wie die Herstellung der letzten filmischen Wunderwaffe „zu einem absurden Schauspiel [geriet]. Was als Heldenepos geplant war, entwickelte sich zu einer tragikomischen Farce.“ Zur Verdeutlichung all dessen stellte er jedem Kapitel des Buches einen kurzen Auszug aus dem Drehbuch des Films voran.

## Entstehung
Zum 75. Geburtstag der Ufa wurde im Februar 1992 in Babelsberg ein Film mit vielen der Ufa-Stars der dreißiger und vierziger Jahre gedreht. Anwesend war unter anderem auch der Filmkomponist Norbert Schultze, der auch die Musik zu Veit Harlans Film Kolberg geschrieben hatte, welcher bis dahin noch als die letzte Großproduktion des Dritten Reiches galt. Dieser erwähnte jedoch gegenüber Blumenberg einen bisher unbekannten Filmtitel, Das Leben geht weiter, mit namhaften Stars wie Hilde Krahl und Marianne Hoppe, Gustav Knuth und Viktor de Kowa, Heinrich George und Friedrich Kayßler. Ebenfalls bei dem Dreh dabei war Frank Roell, damals als Aufnahmeleiter-Assistent, der nun ebenfalls von dem Film zu erzählen begann und der noch Material besaß und Kontakt zu Zeitzeugen hatte. So besaß er ein Dokument, das seit ca. 49 Jahren existierte, eine Aktennotiz vom 6. November 1944. Sie handelt von der Unterbringung von 1100 Komparsen im Falle eines Luftalarms.
Im April 1992 begannen Blumenberg und Roell mit den Nachforschungen zum Film. Mit der Zeit kamen immer „spannendere, bizarrere, unglaublichere“ Fakten über den Ufa-Film Nr. 205 zustande. So schien Dr. Joseph Goebbels als heimlicher Autor beteiligt gewesen zu sein. Der Regisseur Wolfgang Liebeneiner soll versucht haben, „in den Wirren der letzten Kriegsmonate heimlich einen Friedensfilm zu drehen“, und ein engagierter Nationalsozialist, Karl Ritter, wurde 1944 ausgebootet.
Blumenberg versuchte nach intensiver Recherche die Geschichte der Entstehung des Films zwischen April 1944 und April 1945 „so lückenlos wie möglich“ zu rekonstruieren. Dazu standen ihm Akten des Reichspropagandaministeriums, der Reichsfilmintendanz, der Geschäftsleitung der Ufa-Filmkunst sowie die beiden Produktionstagebücher des Herstellungsleiters Karl Ritter zur Verfügung.